# Nola foviferoides
Nola foviferoides is een vlinder uit de familie visstaartjes (Nolidae). De wetenschappelijke naam van deze soort is voor het eerst geldig gepubliceerd in 1989 door Poole.
De soort komt voor in tropisch Afrika.